# Neohydatothrips portoricensis
Neohydatothrips portoricensis är en insektsart som först beskrevs av Gary Scott Morgan 1925.  Neohydatothrips portoricensis ingår i släktet Neohydatothrips och familjen smaltripsar. Inga underarter finns listade i Catalogue of Life.